# Cheverly
Cheverly est une ville du comté du Prince George, Maryland, tout près de Washington, D.C., aux États-Unis. La ville, fondée en 1918, compte 6 173 habitants au recensement de 2010.
On y trouve une station du métro de Washington dans la partie sud de la ville, à la Columbia Park Road, station de la Orange Line.
Cheverly est le siège du Prince George's Hospital Center et du Publick Playhouse for the Performing Arts. Ses codes ZIP sont 20784 et 20785.